# Новые Салманы
Но́вые Салма́ны (тат. Яңа Салман) — село в Алькеевском районе Республики Татарстан, в составе Салманского сельского поселения.

## География
Село находится в Западном Закамье. К северной части села примыкает село Салманы. Высота над уровнем моря — 129 м.

### Климат
Климат в селе умеренно-континентальный, Dfb по классификации Кёппена. Средняя температура воздуха — 5,1 °C, среднегодовое количество осадков — 654 мм.

## История
В «Списке населенных мест по сведениям 1859 года», изданном в 1866 году, населённый пункт упомянут как казённая деревня Средние Салманы (Новые Салманы) 2-го стана Спасского уезда Казанской губернии. Располагалась при реке Большой Салманке, по правую сторону коммерческого Самарского тракта, в 29 верстах от уездного города Спасска и в 13 верстах от становой квартиры в казённой деревне Базарные Матаки. В деревне в 171 дворе жили 938 человек (482 мужчины и 456 женщин). Была мечеть.

## Население
Динамика
По данным переписей, население деревни увеличивалось с 85 душ мужского пола в 1782 году до 1737 человек в 1908 году. В последующие годы численность населения деревни уменьшалась и в 2015 году составила 255 человек.
Национальный состав
Согласно результатам переписи 2002 года, в национальной структуре населения села татары составляли 96% из 285 человек.

## Инфраструктура
Магазин. В селе 5 улиц.